# Homosexualität in Äthiopien

Geografische Lage von Äthiopien

Homosexualität ist in Äthiopien in weiten Teilen der Gesellschaft tabuisiert.

## Illegalität
Homosexuelle Handlungen sind in Äthiopien illegal und werden mit Haftstrafen geahndet. Es existiert kein Antidiskriminierungsgesetz zum Schutz der sexuellen Orientierung in Äthiopien.
2008 wurde von mehreren Kirchenführern (der römisch-katholischen, äthiopisch-orthodoxen und protestantischen Kirche) die Aufnahme eines Verbots der Homosexualität in die Verfassung gefordert; Homosexualität solle geächtet werden. 
Die Mahibere-Weyniye-Abune-Teklehaimanot-Kirche, eine orthodoxe Kirche, machte 2019 in Äthiopien Stimmung gegen Homosexualität.

## Anerkennung gleichgeschlechtlicher Paare
Gleichgeschlechtliche Paare werden weder im Wege der Eingetragenen Partnerschaft noch im Rahmen einer Gleichgeschlechtlichen Ehe anerkannt.